# Островерхов, Георгий Ефимович
Гео́ргий Ефи́мович Острове́рхов (1904—1990) — советский учёный в области клинической анатомии и экспериментальной хирургии, член-корреспондент АМН СССР (1967), заслуженный деятель науки РСФСР (1965), профессор.

## Биография
Родился 17 августа 1904 года в крестьянской семье в селе Дергачи Харьковской губернии. После окончания Харьковского медицинского института в 1928 году был призван на военную службу, которую проходил на Черноморском военно-морском флоте. После демобилизации был направлен на Северный Сахалин, где на протяжении четырёх лет (с 1930 года по 1934 год) занимал должности главного врача больницы и заведующего хирургическим отделением города Охи. В течение последующих семи лет проходил обучение в аспирантуре и трудился на кафедре госпитальной хирургии 1-го Московского медицинского института под руководством выдающегося отечественного хирурга П. А. Герцена, в колоссальной степени повлиявшего на формирование Островерхова как хирурга и научного работника.
С первых дней Великой Отечественной войны Георгий Ефимович призван в РККА, руководил хирургической службой военных госпиталей. С 1943 года по 1945 год был главным хирургом Северо-Кавказского военного округа.
После войны в 1945—1948 годы — докторант при АМН СССР, а с 1948 года по 1950 год — доцент кафедры оперативной хирургии 2-го Московского медицинского института. В 1949 году защитил докторскую диссертацию в области топографической анатомии на тему «Опыт хирургического лечения огнестрельных повреждений периферических нервов».
С 1950 года по 1954 год — ректор Курского государственного медицинского института и заведующий кафедрой оперативной хирургии и топографической анатомии: под его руководством было проведено послевоенное восстановление многих корпусов и общежитий института, создана спортивная база, Островерхов добился создания первого ученого совета при КГМИ по защите диссертаций на соискание ученых степеней.
В 1954—1956 годы — начальник Главного управления учебными заведениями МЗ СССР, член коллегии МЗ СССР. С 1956 года работал во 2-м Московском медицинском институте, где он занимал вначале должность профессора, а с 1957 года по 1976 год — заведующего кафедрой оперативной хирургии и топографической анатомии. Одновременно с 1959 года по 1971 год был главным редактором издательства «Медицина». В течение многих лет являлся заместителем академика-секретаря отделения клинической медицины АМН СССР, членом правления Всесоюзного общества хирургов и Хирургического общества Москвы, принимал активное участие в работе редакционной коллегии журнала «Хирургия».
Награждён орденами Красной Звезды, Трудового Красного Знамени и медалями.
Умер 11 января 1990 года в Москве. Похоронен на Востряковском кладбище.

## Труды
Автор более 250 научных работ по различным вопросам хирургии, клинической анатомии и высшего медицинского образования, в том числе 8 монографий.
Основными являются:
- Опыт хирургического лечения огнестрельных повреждений периферических нервов. Диссертация. — М., 1948 г.
- Восстановительные операции при повреждениях нервных стволов конечностей. М., 1952 г.
- Трансумбиликальная портогепатография . М., 1969 г. (совместно с др.)
- Регионарная длительная внутриартериальная химиотерапия злокачественных опухолей. М., 1970 г. (совместно с Гаспаряном С. А. и Трапезниковым Н. Н.)
- Нервные дистрофии лёгких. — М., 1971 г. (совместно с Коганом Э. М.)
- Оперативная хирургия и топографическая анатомия. — М., 1972 г. (совместно с Ю. М. Бомашем и Д. Н. Лубоцким.)
- Лекции по оперативной хирургии. — Л., 1976 г.[4]